# Opeinde (Friesland)
Opeinde (Fries: De Pein) is een dorp in de gemeente Smallingerland, in de Nederlandse provincie Friesland. Opeinde ligt tussen Nijega en Drachten aan de de Opeindervaart die naar De Leijen loopt. In 2023 telde het dorp 1.730 inwoners. 

## Geschiedenis
Opeinde is ontstaan tussen 1100 en 1400, op een zandrug. Vanaf de 15e eeuw werd de plaats vermeld als Opperynde, Ypeynde, Opeyn, Epein, Opeynde en Smallingeropeynd. Deze laatste was ter onderscheiding van Opende in Groningen.
Van 1886 tot 1947 had Opeinde een halte aan de tramlijn Veenwouden-Drachten.
In het begin van de twintigste eeuw groeide het dorp vooral in westelijke richting. In 1909 werd de Hervormde kerk gebouwd in wat toen ongeveer de westelijke rand van het dorp was. Na de Tweede Wereldoorlog werd het dorp nog meer naar het westen toe uitgebreid.
In 2018 werd wijk De Peinder Mieden gebouwd, nieuwbouw die midden in een natuurgebied, waarbij de bewoners het gebied zelf moeten beheren.

## Oorlogsmonumenten

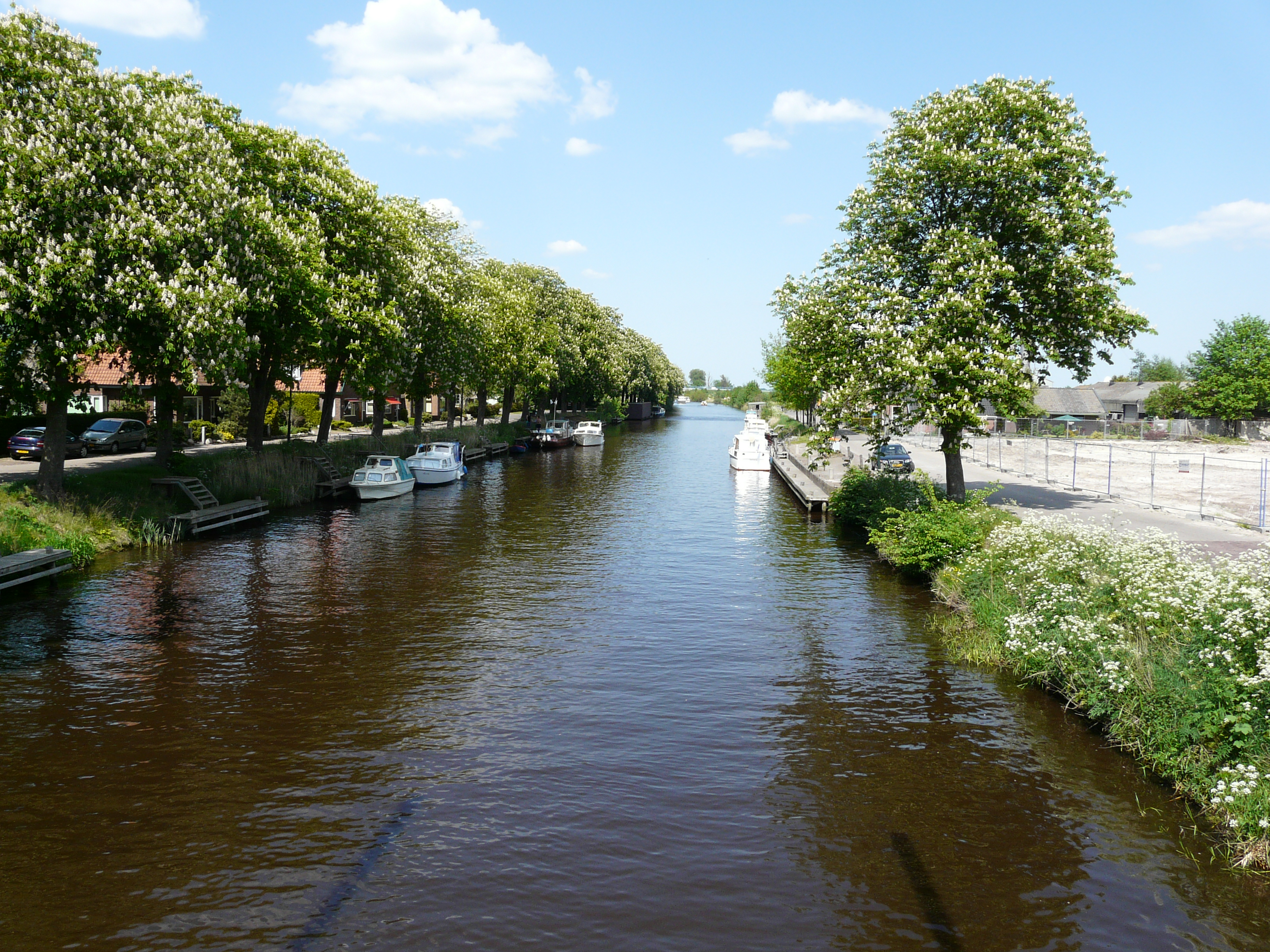
De Opeindervaart te Opeinde

In Opeinde staan meerdere oorlogsmonumenten. Op de oude begraafplaats van Opeinde in Nijtap ligt het Erehof Opeinde, ter herdenking van slachtoffers van de Tweede Wereldoorlog. Op de begraafplaats staat ook een van de klokkenstoelen in Friesland.

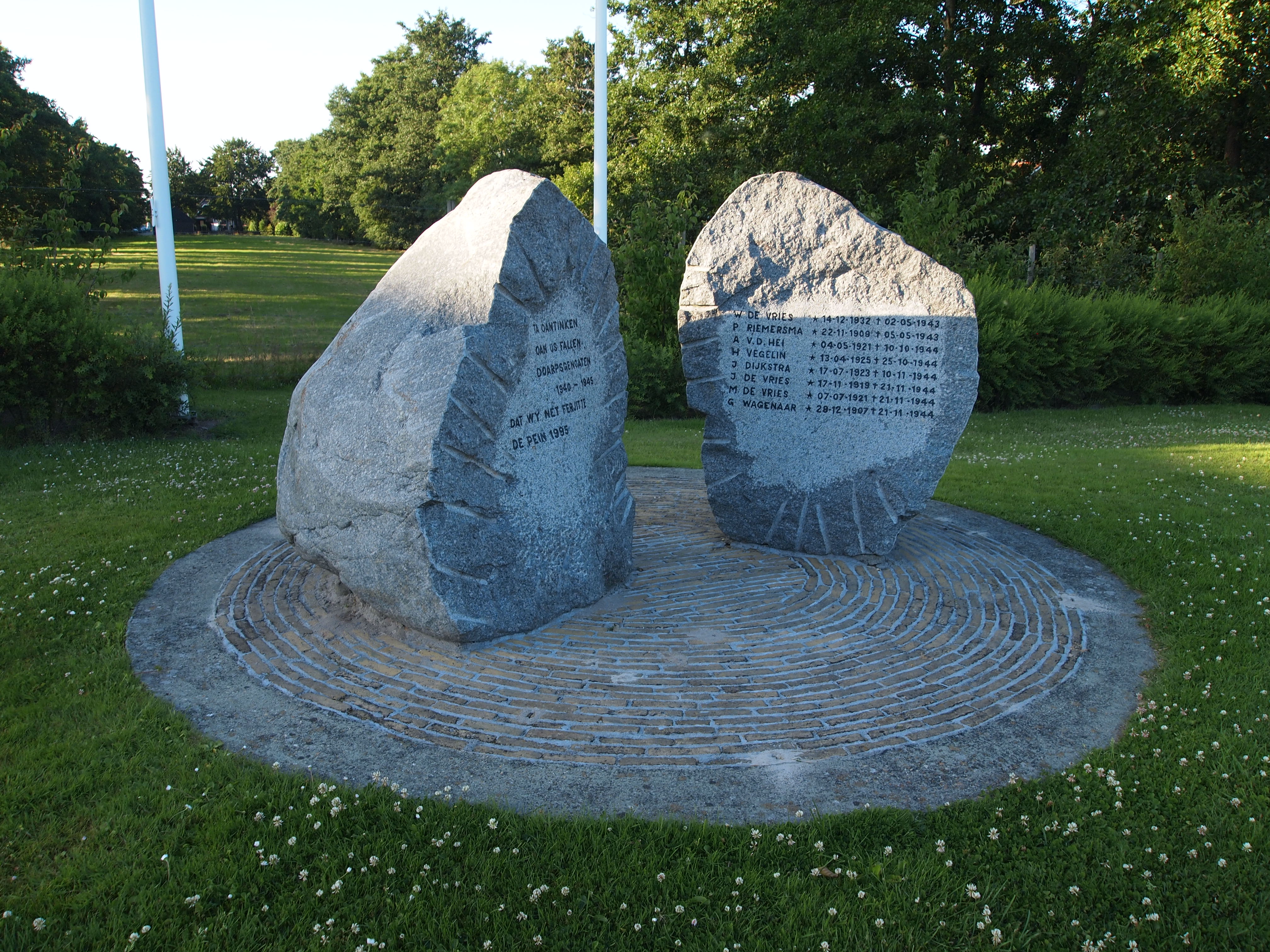
Oorlogsmonument voor burgerslachtoffers
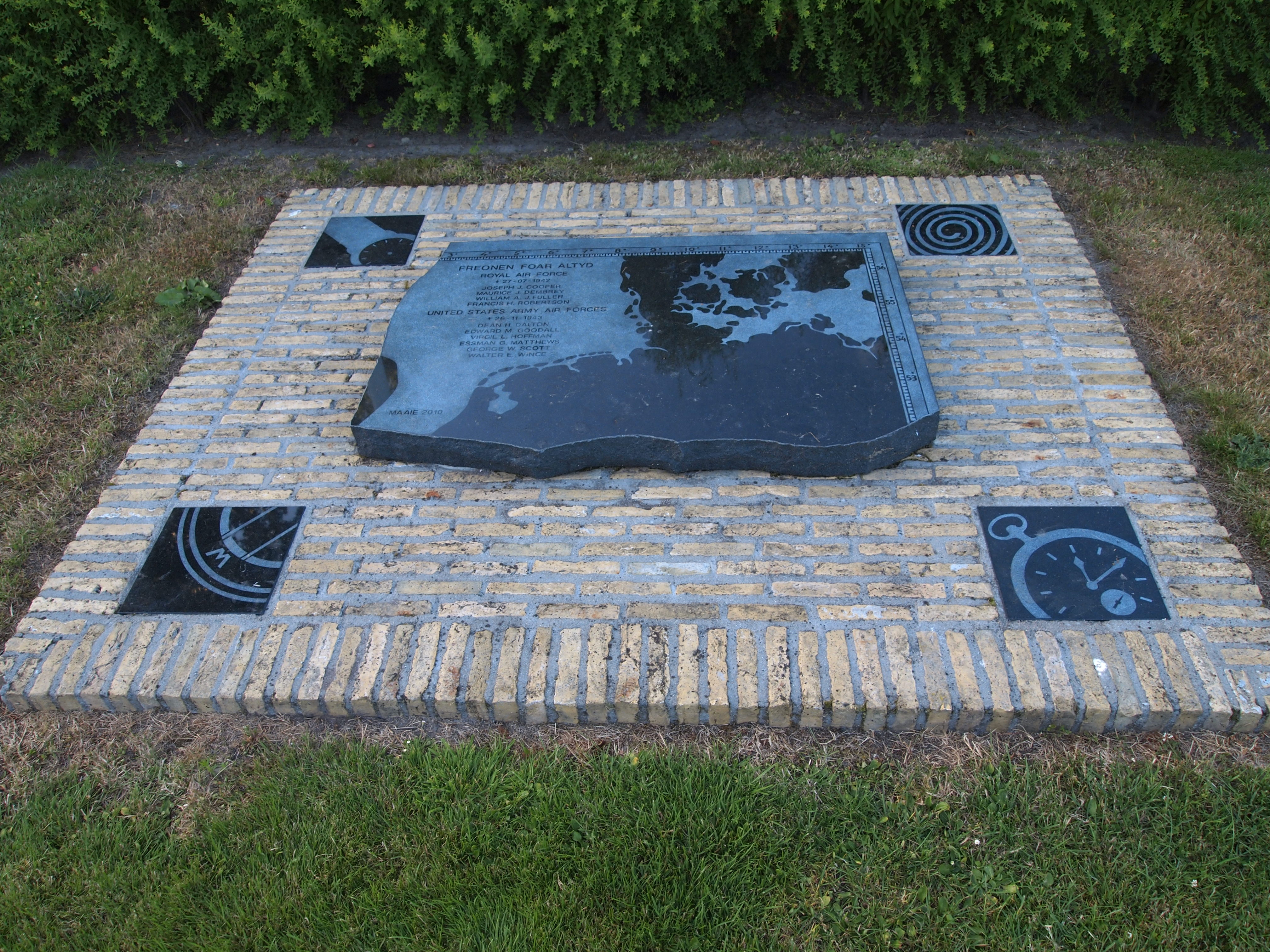
Oorlogsmonument voor geallieerde militairen

## Onderwijs
Het dorp heeft een basisschool, de SWS De Leister Igge. Deze school is onlangs gerenoveerd en is nu bekend als de "Eerste nul-op-de-meter" school

## Sport
In 1944 werd de korfbalvereniging KC de Pein opgericht. In 1962 volgde de voetbalvereniging VV ONT. Het dorp heeft verder een tennisvereniging Douwekamp en de in 1966 opgerichte gymnastiekvereniging Toneo.

## Cultuur
Het dorp heeft een fanfare: Apollo-Foarút, een fusie van de oorspronkelijke dorpsfanfare. Het Shantykoor De Brêgesjongers werd in 1997 opgericht.

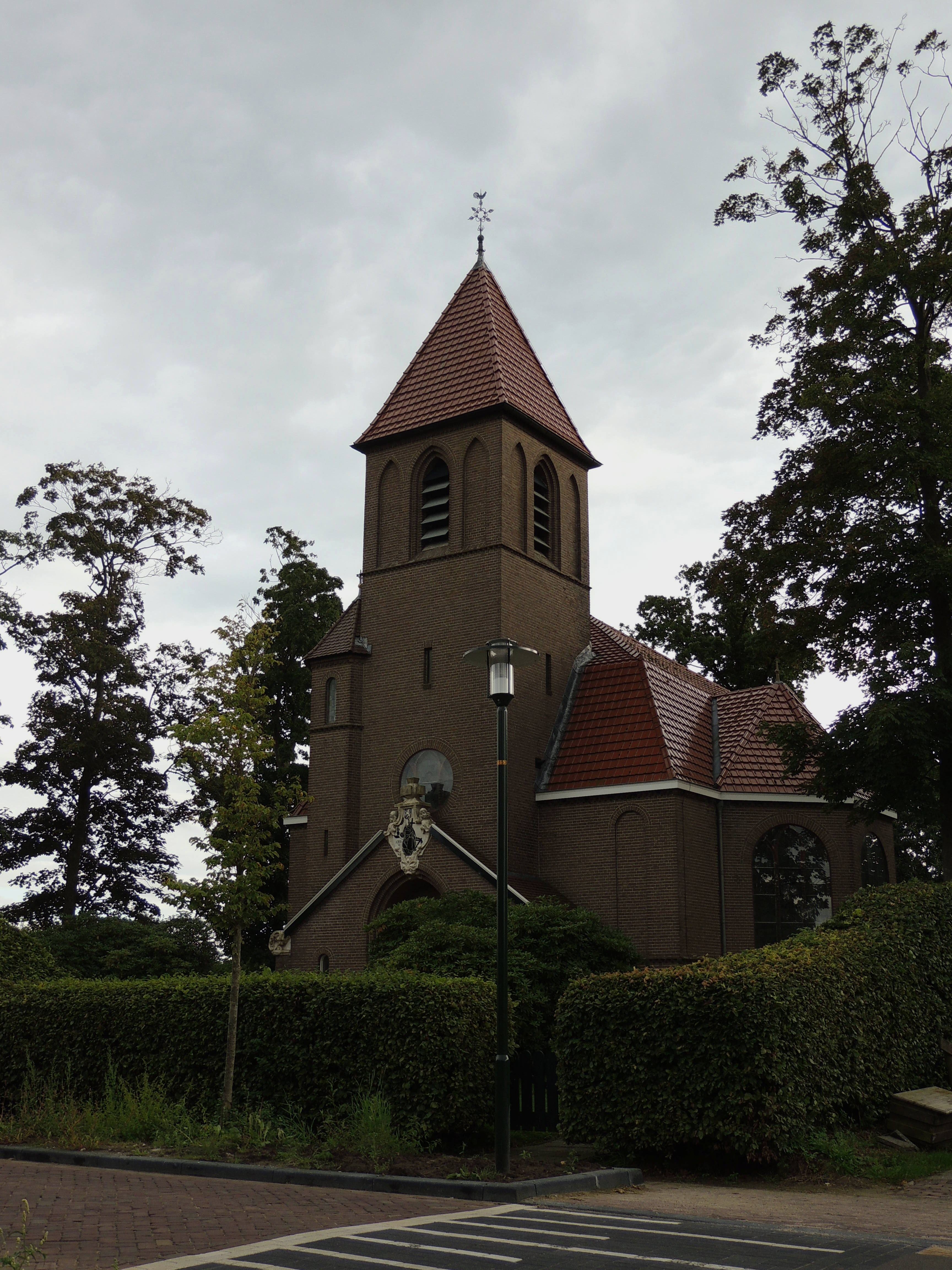
Gereformeerde kerk 'De Kandelaar' (voormalige Hervormde kerk)
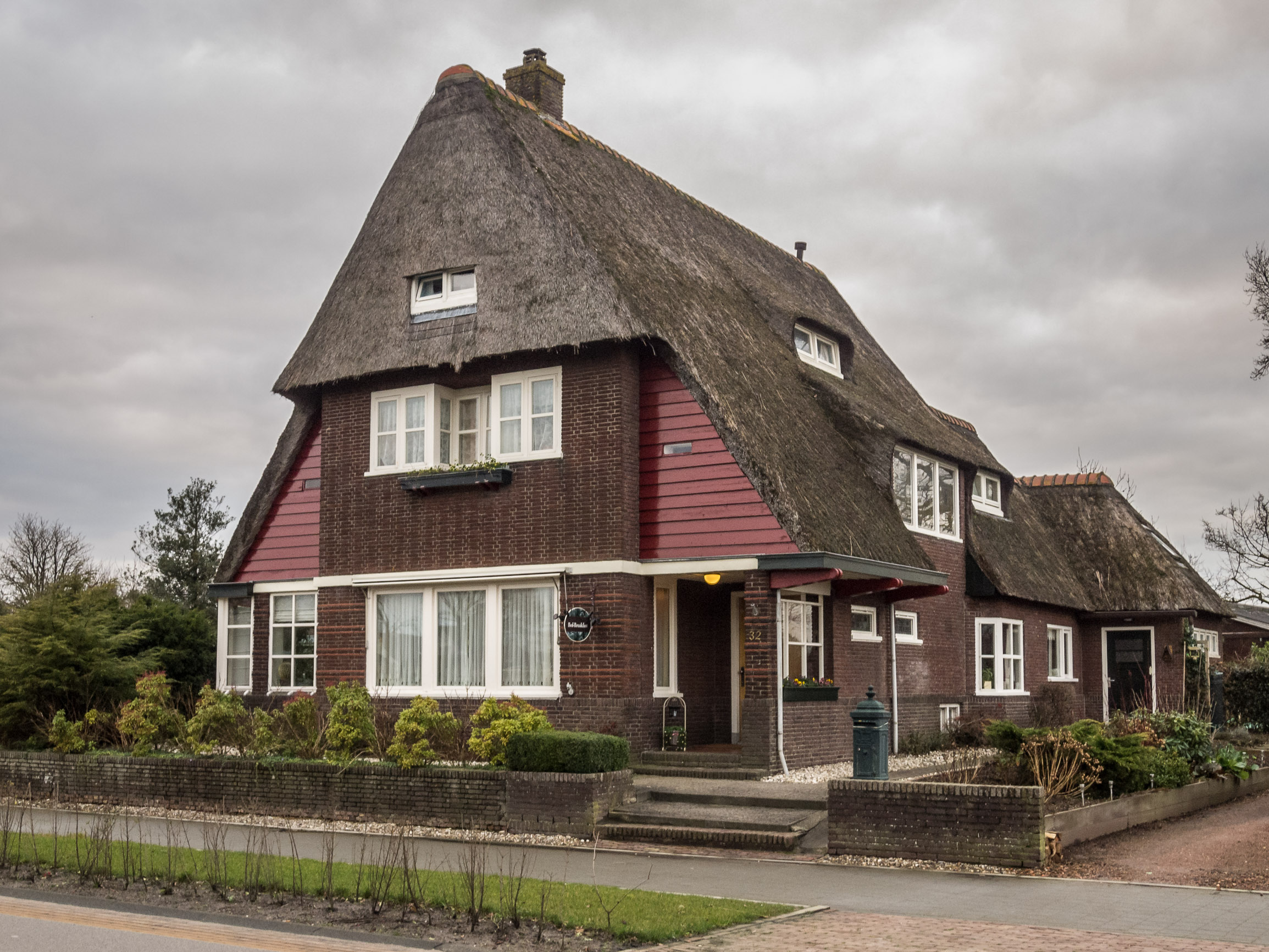
Villa in Amsterdamse schoolstijl
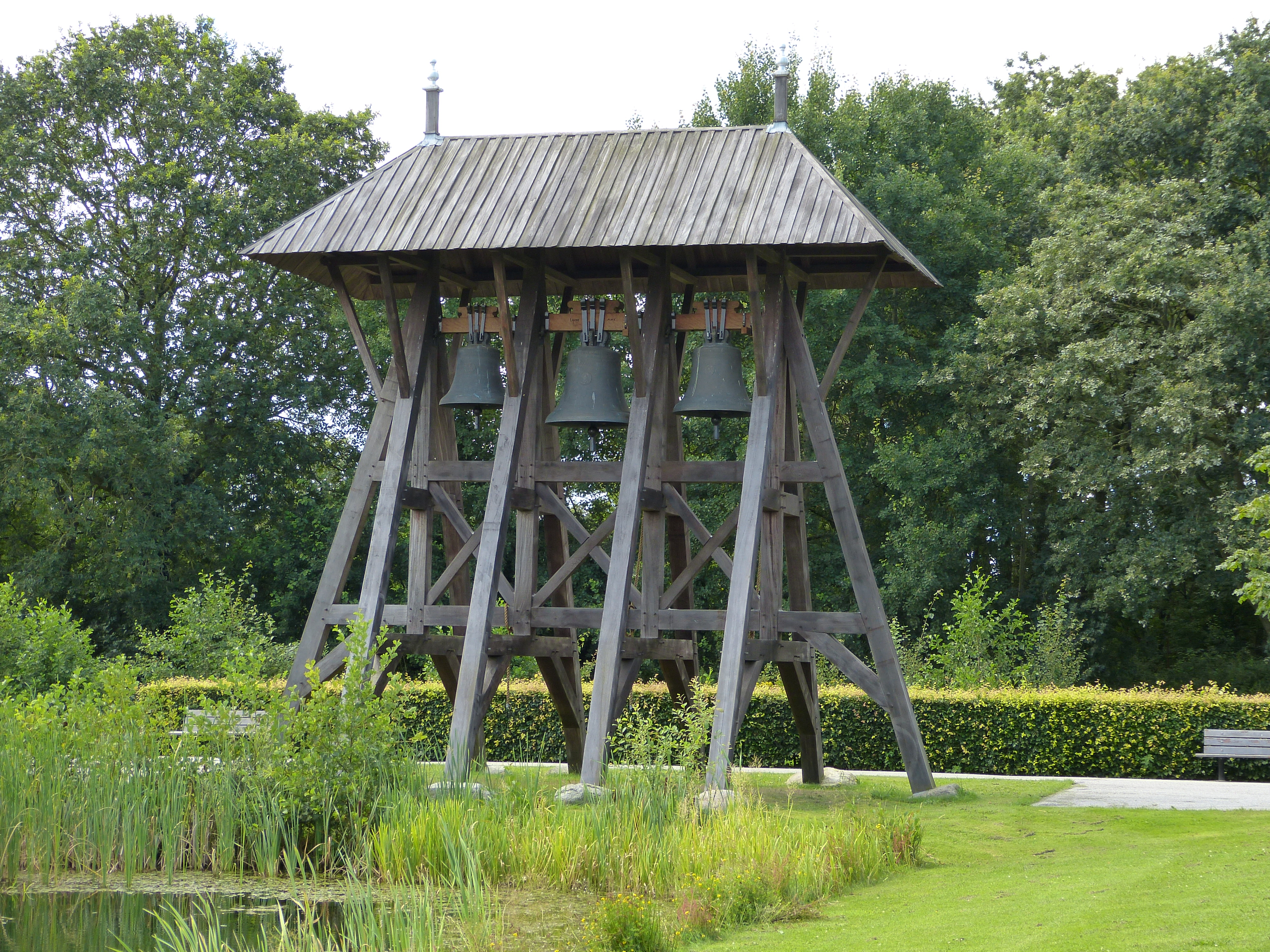
Klokkenstoel bij crematorium en uitvaartcentrum Wâldhôf

## Geboren in Opeinde
- Auke Scholma (1956) damgrootmeester
- Piet Adema (1964), politicus